# Орбон, Хулиан
Хулиа́н Орбо́н (исп. Julián Orbón, 7 августа 1925, Авилес — 21 мая 1991, Майами) — кубинский композитор, музыкальный критик и музыковед, педагог испанского происхождения.

## Биография
Сын испанского пианиста и композитора Бенхамина Орбона (1879-1944). Ребенком потерял мать. Начал учиться в консерватории Овьедо (1935), но в связи с гражданской войной семья переехала на Кубу. Там Хулиан учился музыке у своего отца и у кубинского композитора, тоже выходца из Испании Хосе Ардеволя. С 1942 до конца 1940-х входил в созданную Ардеволем Группу музыкального обновления. С 1944 выступал как музыкальный критик. 
С 1945 по стипендии учился в США у А. Копланда, который назвал его наиболее одаренным из нового поколения кубинских музыкантов. Познакомился с А. Хинастерой, Л. Бернстайном, венесуэльским композитором Антонио Эстевесом и др. В 1954 получил за сочинение Tres Versiones Sinfónicas премию Первого международного фестиваля латиноамериканской музыки в Каракасе. С середины 1950-х преподавал в университете Мехико и Колумбийском университете. Сотрудничал с Хосе Лесама Лимой и его журналом Orígenes, Лесама Лима посвятил ему эссе.  
Из-за разногласий с режимом Кастро в 1960 переехал в США. В дальнейшем преподавал в Нью-Йорке, Мехико, Сиэтле, Принстоне, Майами, на Кубу не возвращался. В 1967 и 1986 годах посетил Испанию, в том числе, родной город, где был радушно принят и получил титул почётного гражданина.
Прах композитора, по его завещанию, похоронен в Авилесе.

## Творчество
Испытал влияние Мануэля де Фальи, Э.Вилла-Лобоса, Б.Мартину. В музыке Орбона сильны афрокубинские мотивы.

## Избранные сочинения
- Соната в честь Падре Солера
- Canción para nuestro niño (на стихи Луиса де Леона)
- Две песни на стихи Лорки
- Музыка к драме Сервантеса Нумансия (1943)
- Два танца и интерлюдия для Цыганочки Сервантеса
- Romance de Fontefrida для четырех голосов (1944, на стихи Лорки)
- Capricho Concertante
- El Pregón (на стихи Николаса Гильена)
- Кларнетный квинтет
- Симфония до мажор (1945)
- Струнный квартет (1951)
- Tres Versiones Sinfónicas (1953)
- Himnus ad Galli Cantum (1956)
- Danzas Sinfónicas (1957)
- Concerto Grosso (1958)
- Tres Cantigas del Rey (1960)
- Monte Gelboé, кантата(1962)
- Partitas 1, 2, 3 (1963)
- Fantasía Tiento
- Liturgia en tres días
- Homenaje a la Tonadilla для оркестра на темы испанских композиторов XVIII века

## Эссе о музыке
- En la esencia de los estilos y otros ensayos. Madrid: Editorial Colibrí, 2000

## Признание
Премия Американской академии искусства и литературы (1967). 
Городская музыкальная школа Авилеса с 1992 носит имя Хулиана Орбона.
Астурийский симфонический оркестр под управлением Максимилиано Вальдеса записал в 2004 избранные сочинения Орбона (см.:  Архивная копия от 27 февраля 2021 на Wayback Machine).